# Henry W. Halleck
Henry Wager Halleck (Westernville, Oneida megye, New York állam, 1815. január 16. – Louisville, Kentucky, 1872. január 9.) az Egyesült Államok hadseregének tisztje, tanár, és ügyvéd volt. A katonai tudományok egyik elismert szakértője szerint a csúfneve Old Brains, azaz Vén Agyas volt.
Jelentős szerepet játszott Kalifornia tagállammá tételében, majd ezt követően sikeres ügyvéd és földbirtokos lett. Az Amerikai polgárháború korai szakaszában a nyugati hadszíntér rangidős parancsnoka volt, és majdnem két évig vezénylő tábornokként diszponált az Egyesült Államok összes hadserege felett. Hallecket ezután vezérkari főnökké tették Ulysses S. Grant altábornagy mellett, aki őt követte a vezénylő tábornok beosztásában.
Halleck óvatos stratéga volt, aki inkább a csatára való alapos felkészülésben és a védelmi erődítések alkalmazásában hitt, semmint a gyors és agresszív műveletekben. Az adminisztráció, a logisztika és a politikai manőverezés mestereként a katonai hierarchia legtetejéig emelkedett, de a hadműveletek felett washingtoni hivatalából nem sok befolyással bírt. Abraham Lincoln elnök leírása szerint "alig volt több egy elsőrangú hivatalnoknál".

## Ifjúsága
Halleck egy westernville-i farmon született, a New York állambeli Oneida megyében, Joseph és Catherine Wager Hallek harmadik gyermekeként. 13 testvére született. Joseph Halleck hadnagyként szolgált a brit-amerikai háborúban. Az ifjú Henry utálta a farmerek életét és már fiatalon otthagyta a szülői házat. Nagybátyja, David Wager nevelte fel Uticában. Tanulmányait a Hudson Academy-n és a Union College-en végezte, majd felvételt nyert a West Point katonai akadémiára. Dennis Hart Mahan katonai teoretikus kedvenc diákja lett, így már kadétkorában engedélyezték, hogy előadásokat tartson.
1839-ben végzett, a 31 fős évfolyamából harmadikként és alhadnagyi rangban hadmérnök lett. Pár évig a New York-i kikötő védműveinek erősítésén dolgozott, majd jelentést írt a szenátusnak a partok védelmének témájában Report on the Means of National Defence címmel, mely elnyerte Winfield Scott tábornok tetszését. Jutalmul egy európai tanulmányutat nyert 1844-ben az európai erődök és a francia katonai újítások megismerése céljával. Hallecket hazatérés után előléptették hadnaggyá és a bostoni Lowell Intézetben 12 előadásból álló kurzust tartott, melynek anyagát 1846-ban kiadták Elements of Military Art and Science cím alatt. Munkája az amerikai katonai kutatások egyik első darabja volt, melyet pályatársai nagyra tartottak és az eljövendő polgárháborúban mint taktikai alapismeretet használtak. Tanulmányai miatt kapta a később gúnynévként is használt "Old Brains" (Vén Agyas) megjelölést.

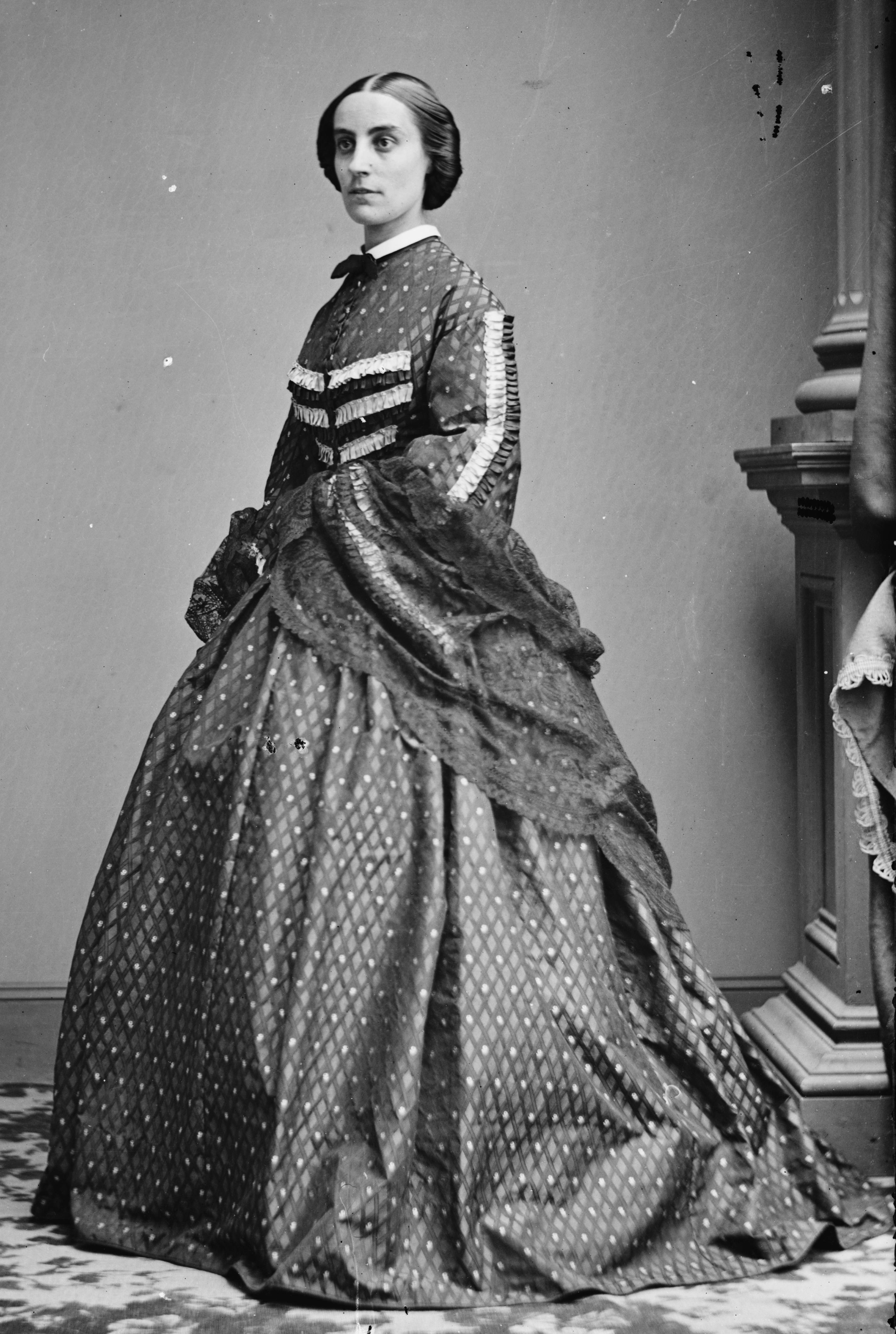
Elizabeth Hamilton

A mexikói–amerikai háború folyamán Halleck Kaliforniában szolgált. A USS Lexington csapatszállító hajó fedélzetén a Horn-fok megkerülése közben William Shubrick tengernagy szárnysegédje lett. A hét hónapos út alatt lefordította Henri Jomini Vie politique et militaire de Napoleon című munkáját, mely tovább növelte szakmai elismertségét. Kaliforniában hónapokon át erődöket épített, s 1847. november 11-én átesett a tűzkeresztségen, mikor Shubrick elfoglalta Mazatlán kikötőjét. Halleck hadnagy lett az elfoglalt város kormányzóhelyettese. 
1847-ben címzetes századosi rangot kapott Mexikóban és Kaliforniában teljesített "hősies és hozzáértő szolgálata" elismeréseként. 1853. július 1-jén a hadseregtől megkapta a tényleges századosi rangot. Ezt követően északabbra vezényelték és Bennet Riley, Kalifornia Territórium kormányzója alatt szolgált. 1849-ben a kormányzó képviseletében részt vett a Monterey-i konvención, ahol Kalifornia alkotmányát szövegezték, s amelynek egyik főbb szövegezője lett. A Kalifornia Állami Katonai Múzeum azt írja róla: "részt vette rajta és bizonyos értelemben ő volt a központi elméje a konvenciónak, mivel többet tanulmányozta a kérdést, mint bárki más és Riley tábornoktól azt az utasítást kapta, hogy segítsen az új alkotmány keretszövegének kialakításában." A konvención annak a két fő egyikének jelölték, aki az új államot az Amerikai Egyesült Államok Szenátusában képviseli, de a választáson csak harmadiknak elegendő szavazatot kapott. 
Politikai tevékenysége közben módját találta, hogy betársuljon a Halleck, Peachy & Billings ügyvédi irodába San Franciscóban. Az iroda olyan sikeres lett, hogy 1854-ben kilépett a hadseregből és a rákövetkező évben megházasodott. Felesége Elizabeth Hamilton lett, Alexander Hamilton unokája, Schuyler Hamilton tábornok nővére. Egyetlen gyermekük, Henry Jr. 1856-ban született.
Halleck ügyvédként és földspekulációval nagy vagyonra tett szert, így megengedhette magának a spanyol gyarmati dokumentumok, a "Californiana" gyűjtését, melynek másolatát ma a University of California Bancroft könyvtár szekciója gondozza, lévén az eredeti elpusztult az 1906-os San Franciscó-i földrengés által okozott tűzben. Ő építtette a Montgomery Blokkházat, San Francisco első tűzbiztos épületét, mely ügyvédek, üzletemberek és később a városi művészréteg írói, újságírói otthona lett. Halleck volt az Almaden Quicksilver County Park higannyal foglalkozó san jose-i cégének igazgatója, valamint az Atlantic and Pacific Railroad vasúttársaság igazgatója, és a 30 000 holdas (120 km²) Rancho Nicasio farm tulajdonosa Marin megyében. Továbbra is kapcsolatban maradt a hadsereg műveleteivel, és 1861 elején a Kaliforniai Milícia vezérőrnagya lett.

## A polgárháborúban

### A nyugati hadszíntér
A polgárháború kitörésekor Halleck a Demokrata Párt szimpatizánsa volt és együttérzett a déliek ügyével, de nagyon erősen hitt az Unió egységének szükségességében. Katonai tanulmányainak híre és Winfield Scott azonnali ajánlása 1861. augusztus 19-én vezérőrnagyi kinevezést hozott számára a hadseregben. Ezzel az Unió rangidősségi sorrendjében negyedik lett Scott, George B. McClellan és John C. Frémont után. Ezt követően november 9-én megkapta a Department of the Missouri, a Missouri katonai körzet parancsnokságát, melynek élén addig Frémont állt. Az elődje által hagyott csalások és zűrzavar sújtotta bürokráciát gyorsan rendbe szedte, majd hozzálátott, hogy "parancsnokságát kiterjessze és kitérjen a felelősségre vonhatóság minden fajtája elől."
Kendall Gott történész a következőképp jellemezte Halleck tevékenységét a katonai körzet parancsnokaként:

„Minden addigi lenyűgöző teljesítménye dacára Henry Halleckkel nem volt könnyű együtt dolgozni. Munkája természete és személyisége gyakran keltett ellenérzéseket, gyűlöletet, és megvetést. Halleck erőssége a szervezés, egyeztetés, tervezés és menedzselés volt. Javasolni és tanácsot adni szintén tudott, és néha utasítást adott alárendeltjeinek, hogy mit és mikor cselekedjenek, de soha nem mozgott otthonosan ezen a területen. Halleck mint körzeti parancsnok ritkán dolgozott mások jelenlétében; általában a főhadiszálláson tartózkodott, másoktól távol tartva magát. Nem tudott gyorsan dönteni és mások segítő véleménye sem érdekelte, hanem gondosan megtervező elemzéssel jutott következtetéseire. Hajlott az utálkozó gyűlölködésre és sosem értékelte a szoros barátságot. Mindent egybevetve sem magabiztosságot, sem tiszteletet nem árasztott és szeretetet sem tudott kelteni maga iránt.”

– Kendall D. Gott, Where the South Lost the War

Halleck viszonya későbbi utódával és főnökével, Grant dandártábornokkal nem volt zökkenőktől mentes. A harcias Grant ekkor éppen csak túl volt a véres, de léptékében nem túl jelentős Belmonti ütközeten és rendkívül ambiciózus terveket dédelgetett egy a Tennessee és a Cumberland folyókon flottatámogatással végrehajtott partraszállási hadművelettel kapcsolatban. A természeténél fogva óvatos Halleck úgy ítélte meg, hogy a háború előtt alkoholista hírében állt Grant megbízhatatlan, így elutasította a tervet. Később azonban Lincoln nyomást gyakorolt rá, hogy lendüljön támadásba, ezért megmásította döntését és 1862 februárjában Grant elindulhatott Fort Henry és Fort Donelson ostromára. Grant mindkettőt elfoglalta és 14 000 déli foglyot ejtett.
Grant ezzel elérte az Unió első jelentősebb győzelmét a háborúban. Halleck előléptetést szerzett számára, így néhány más nyugati hadszíntéren működő tábornokkal együtt az önkéntes erők vezérőrnagya lett. Halleck ezt egyben arra használta fel, hogy a nyugati hadszíntér feletti teljes parancsnokságot kérje a maga számára, melyen addig Don Carlos Buell vezérőrnaggyal osztozott, de célját nem tudta elérni. Mikor Grant találkozott Nashville-ben (Tennessee) Buellal, fejére olvasta a megint alkoholizálásról terjengő híreket és rövid időre felmentette őt a Tennessee folyón felfelé tervezett művelet harctéri parancsnoksága alól. De hamarosan visszahelyezte beosztásába, valószínűleg mert Lincoln és háborús kabinetje ismét nyomást gyakorolt rá. Halleck úgy adta elő Grantnek visszahelyezését, mint egy rajta kívül álló korábbi igazságtalan döntés korrekcióját. Sok szerző elnöki beavatkozást lát Grant visszatérése mögött. Azonban Smith azt állítja, hogy Halleck "visszahelyezési döntése egy nappal megelőzte azt a Washingtonból jövő főhadsegédi petárdát, mely az elnök és a hadügyminiszter jóvoltából az asztalán landolt." Mikor Grant arról panaszkodott Hallecknek, miszerint "Ön és énköztem biztos, hogy ott állnak ellenségeim" Halleck azt válaszolta: "Ön téved. Nincsenek ellenségei kettőnk között."
Halleck Missouri katonai körzete jó teljesítményt nyújtva 1862 elején kiszorította a Konföderációt Missouriból és benyomult Arkansasba. Szintén kezükbe kaparintották Nyugat-Tennessee-t és Közép-Tennessee felét. Grant ekkor még nem volt tisztában az őt körülvevő politikai kötélhúzással és Halleckről úgy nyilatkozott, mint "korunk egyik legnagyobb formátumú embere".Sherman vezérőrnagy egyenesen az események "rendezői géniuszának" írta le, ki "rengeteget lendített" az Unió elakadt ügyén az elmúlt hónapokban. Eme teljesítmény tulajdonítható Halleck stratégiájának, szervezési képességeinek, erőforrásokkal való gazdálkodásának és alárendeltjei kiváló teljesítményének is; Grantnek, Samuel R. Curtis vezérőrnagynak a Pea Ridge-i ütközetben, John Pope vezérőrnagynak a 10-es szigeti ütközetben. A hadtörténészek nem értenek egyet Halleck ütközetekben játszott személyes szerepének megítélésében. Néhányan kiemelik a katonai körzet munkájának fontosságát, míg mások a későbbi események tükrében inkább beosztottjait dicsérik az eredmények miatt.
1862. március 11-én Halleck parancsnoksága alá került Ohio és Kansas, valamint Buell Ohio hadserege a Mississippi katonai körzet név alatt. Grant Tennessee hadseregét április 6-án a Tennesse állambeli Pittsburg Landing mellett támadás érte. A kibontakozó Shiloh-i ütközetben Buell erősítéseinek köszönhetően április 7-én Grantnek sikerült visszavernie a veszélyes konföderációs támadást, de igen magas veszteségek mellett. Már korábban lefektetett tervének értelmében Halleck megérkezett, hogy első ízben személyesen vegye át a két egyesített sereg fölötti parancsnokságot. Grantet a nyilvánosság előtt megalázó támadások érték a Shiloh-i mészárlás miatt, és Halleck hadtestparancsnokság helyett a 100 000 fősre duzzadt hadsereg második számú emberének szerepkörére kárhoztatta, melyet Grant rabsághoz hasonlatosnak tekintett. Halleck folytatta a Beauregard hadserege elleni műveleteit Corinth elfoglalásának céljával, melyet Corinth ostromának neveztek, mivel Halleck kétszeres létszámfölényben levő hadserege felettébb óvatosan araszolt célja felé és mindennap akkurátusan megállt és védműveket létesített. Beauregard végül mindenféle harc nélkül feladta Corinth-ot.

### A hadsereg vezénylő tábornoka
A Virginia állambeli Félszigeti hadjáratot követően Lincoln 1862. július 23-án kinevezte a hadsereg vezénylő tábornokának. Ezzel Halleck elhagyta a nyugati hadszínteret. Lincoln abban reménykedett, hogy Halleck tevékenysége jobban koordinált és agresszívebb hadműveletekhez vezet, de hamar kiábrándult és munkatársai szerint úgy nyilatkozott róla, mint aki "alig valamivel több, mint egy elsőrendű hivatalnok". Halleck utóda Grant lett a nyugati hadszíntéren, kivéve Buell hadseregét, mely közvetlenül Halleck alá rendelve maradt, s ezzel Grant vetélytársa maradt. Halleck négy hadosztályt szeptemberben elvont Grant hadseregétől, mely így 46 000 fősre olvadt.

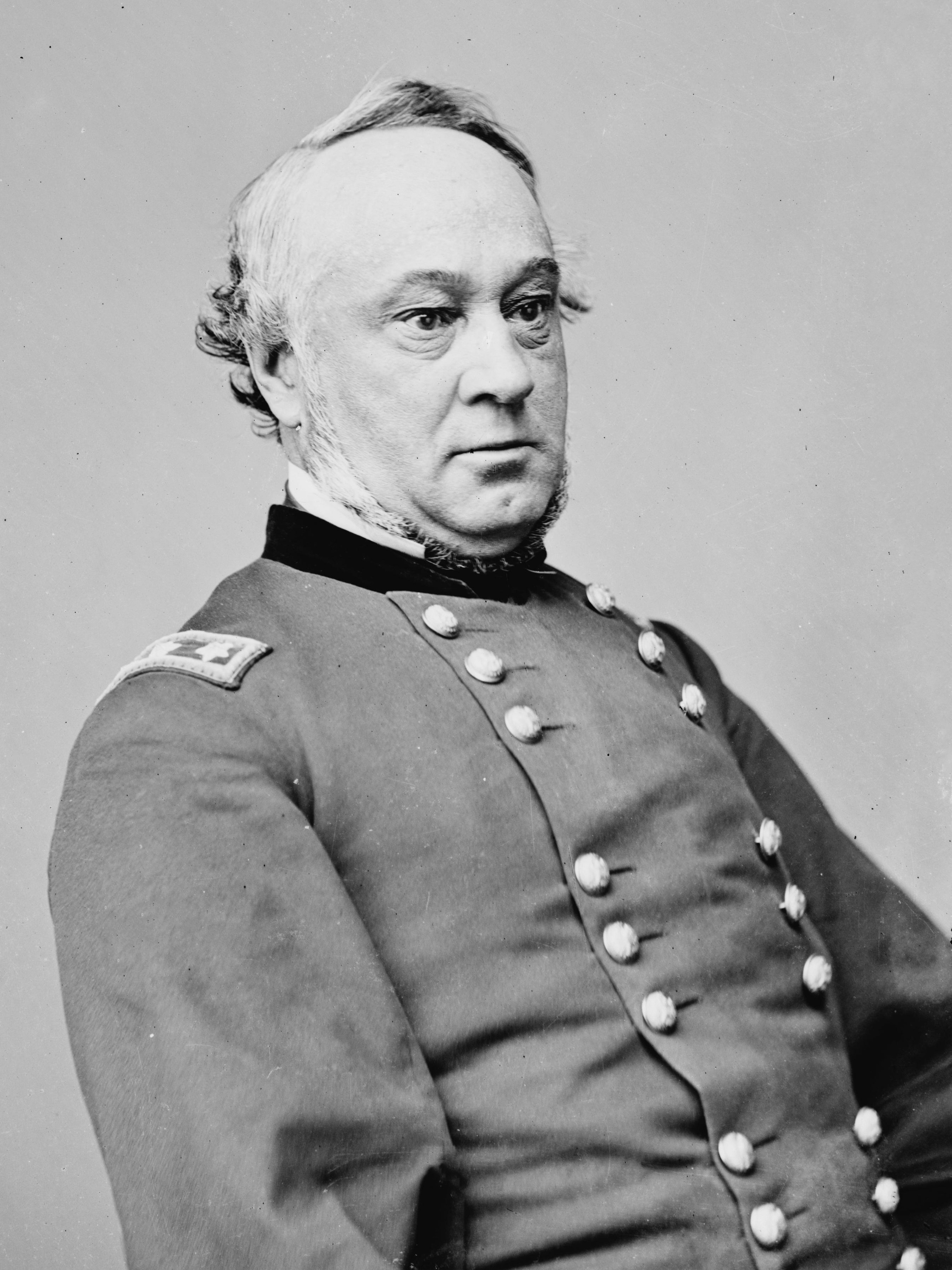
Henry Wager Halleck tábornok

Halleck Washingtonban újra kitűnt adminisztratív vonalon végzett tevékenységével, kék kabátos katonák ezreinek kiképzésében, felszerelésében és kiállításában. Kevésbé volt sikeres azonban stratégiaalkotásban. Hideg, elutasító természete elidegenítette tőle beosztottjait. Egyikük Hallecket "hűvös számító bagoly"-ként jellemezte. Steven E. Woodworth történész szerint "A tábornok domborodó, magas homloka alól meredő szemeivel hosszasan vizslatta a hozzá beszélőt, mielőtt felelt volna, s eközben folyvást könyökeit simogatta, amitől a megfigyelőnek az a benyomása támadhatott, hogy állítólag hatalmas agyközpontja a könyökében kellett leledzzen." A fentiek miatt az uniós sajtó sem kedvelte és gyakran kritizálták.
Az inkább bürokrata, mint katonai erényeket csillogtató Halleck nem tudott fegyelmet tartani a csapatparancsnokok között. George B. McClellan, John Pope, és Ambrose E. Burnside rutinszerűen hagyták figyelmen kívül tanácsait és útmutatásait. Hogy mennyire nem tartotta őket uralma alatt, azt jól példázza az 1862-es Észak-Virginiai hadjárat, melynek során Halleck jó ideig képtelen volt elérni, hogy McClellan erősítéseket küldjön Pope-nak, amely egyesek szerint hozzájárult a második Bull Run-i ütközet végső kimeneteléhez. Ez az incidens Lincoln szemében hiteltelenítette Hallecket. Lincoln kijelentette, hogy teljes felhatalmazását bírta és teljes felelősséget viselt, ám csak addig, míg „Pope veresége be nem következett. Viszont azóta meghátrál a felelősségtől, amikor csak lehetséges.”
Halleck védelmében azonban meg kell említeni, hogy a Lincoln által kinevezett, keleti hadszíntérre beosztott parancsnokai nem tudtak Robert E. Lee tábornagy Észak-Virginiai hadseregének erői ellen hatásosan fellépni. A nyugati hadszíntéren sem rendelkezett elsőrendű hadseregparancsnokokkal. Lincoln és Edwin M. Stanton hadügyminiszter folyamatosan beavatkozott hatáskörébe és annak ellenére kézi vezérléssel próbálták irányításuk alatt tartani az eseményeket, hogy Lincoln teljes irányítást és felhatalmazást ígért neki. Halleck erről ezt írta Shermannek címzett levelében: "Egyszerűen a hadügyminiszter és az elnök katonai tanácsadója vagyok, és engedelmesen végre kell hajtanom döntéseiket, akár egyetértek velük, akár nem. Jó katonaként engedelmeskedem feljebbvalóimnak. Ha nem értek egyet, akkor kifejezem azt, de ha már döntöttek, akkor kötelességem döntésüknek érvényt szerezni."

### A Vezérkari főnök
1864. március 12-én Grant, Halleck korábbi beosztottja altábornagyi rangot kapott és kinevezték vezénylő tábornokká, Halleck pedig a vezérkari főnöke lett, akinek az Egyesült Államok összes hadseregének adminisztratív-logisztikai irányítása volt a feladata. Grant és a hadügy nagy figyelmet szentelt annak, hogy megkönnyítse Halleck távozását. Utasításaik kitértek rá, hogy Halleck saját kérésére lett felmentve a vezénylő tábornoki beosztásából.
Grant és Halleck képességei remekül kiegészítették egymást. Grant bátran vezethette csatába azt a túlerőt, melyet Halleck adminisztratív képességeivel számára kiállított. A megpróbáltatásokkal teli Overland hadjárat és a Richmond-Petersburg hadjárat idején, 1864-ben Halleck mindvégig biztosította a felszerelést, ellátást és az állandóan érkező erősítéseket, mely végső soron szétzilálta a Konföderációt. Halleck egyetértett Granttel és Shermannel a korlátozásmentes háború bevezetésében és mind Sherman menetelését a tengerhez, mind a Philip Sheridan vezérőrnagy által elpusztított Shenandoah völgyi hadjáratot pártolta. 1864-ben azonban egy kudarc is érte, mikor szorgalmazta a Red River hadjáratot, mely Kelet-Texas elfoglalását kísérelte meg. Halleck ezt szintén szorgalmazta, Nathaniel P. Banks ellenvetései ellenére is. Mikor a hadjárat kudarcba fulladt, Halleck azt állította Grant előtt, hogy Banks ötlete volt elsősorban, nem az övé, s ez jól példázza mennyire szerette másra hárítani a kudarcokból származó felelősséget.
Mindennek ellenére katonai elméleti munkái újfajta professzionalizmust honosítottak meg a hadseregben, s emiatt érdemes őt a modern hadviselés egyik atyjaként számon tartani.

## Háború utáni karrierje

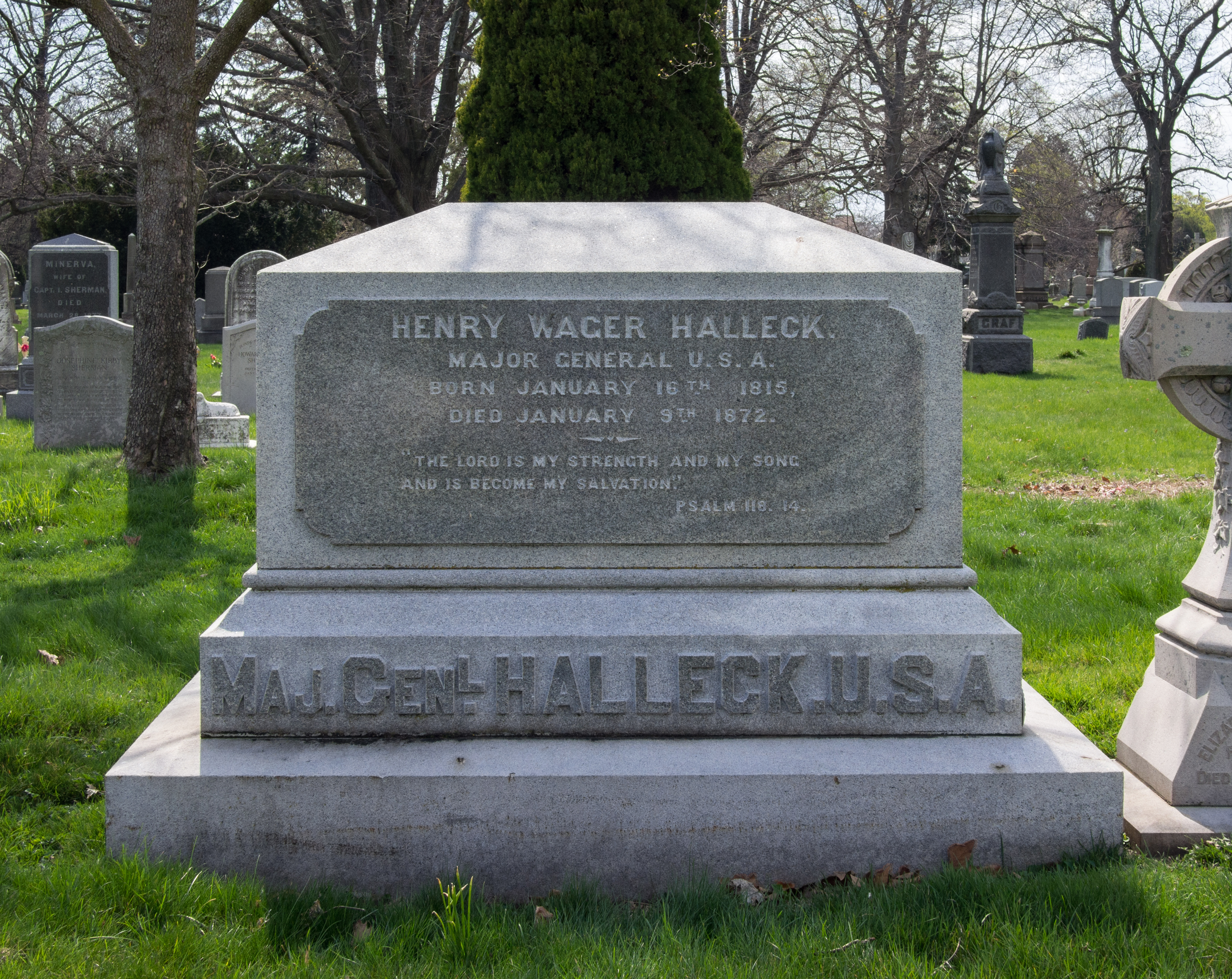
Halleck sírköve

Miután Lee az Appomattoxi ütközet után letette a fegyvert, Hallecket a virginiai Richmondban székelő Military Division of the James parancsnokának osztották be. Jelen volt a Lincoln elleni merényletkor és egyike volt a koporsóvivőknek. Shermannel megromlott a kapcsolata, mikor azzal vádolta, hogy túlságosan elnéző a konföderációs vesztesekkel szemben. 1865 augusztusában áthelyezték a Division of the Pacific élére Kaliforniába, katonai értelemben számkivetésbe. Ebben a beosztásában elkísérte Eadweard Muybridge fotográfust az újonnan megvásárolt Alaszkába. Hallecket és Charles Sumner szenátort szokás az addig Orosz Amerika néven ismert Alaszka névadójának tartani. 1869 márciusában kinevezték a Military Division of the South parancsnokának, mely Louisville-ben székelt, Kentuckyban.
Henry Hallecket Louisville-i posztján érte a halál. A Green-Wood Cemetery-ben helyezték örök nyugalomra Brooklynban. San Franciscóban utcát neveztek el róla, a Golden Gate Parkban pedig szobrot állítottak tiszteletére. Nem írt visszaemlékezést az utókor számára, személyes levelezését és feljegyzéseit pedig megsemmisítette. Birtokai értéke halálakor $474 773,16 volt. Özvegye, Elizabeth, 1875-ben hozzáment George Washington Cullum ezredeshez. Cullum Halleck törzsfőnökeként szolgált a nyugati hadszíntéren és később Washingtonban is.

## Irodalmi munkássága
- Report on the Means of National Defence (1843)
- Elements of Military Art and Science (1846)
- International law, or, Rules regulating the intercourse of states in peace and war (1861)
- The Mexican War in Baja California: the memorandum of Captain Henry W. Halleck concerning his expeditions in Lower California, 1846–1848 (posztumusz, 1977-ben jelent meg)
- Bitumen: Its Varieties, Properties, and Uses szerkesztője (1841)
- A Collection of Mining Laws of Spain and Mexico fordítója (1859)
- Antoine-Henri Jomini báró Napóleon élete c. könyvének fordítója (1864) David Van Nostrand kiadásában, lásd Google books

## Névadói tiszteletadás
- Fort Halleck (1862–66): Katonai helyőrség a Dakota Territory rezervátum területén, mely az utazókat védte.
- Halleck városa Nevada államban.

## Halleck tevékenységével foglalkozó irodalom
- Grant, Ulysses S. Personal Memoirs of U. S. Grant. 2 vols. Charles L. Webster & Company, 1885–86. ISBN 0-914427-67-9
- Simon, John Y. Grant and Halleck: Contrasts in Command. Frank L. Klement Lectures, No. 5. Milwaukee, WI: Marquette University Press, 1996. ISBN 0-87462-329-4
- John Keegan: Az amerikai polgárháború. Budapest; Akadémiai Kiadó, 2012. Hadvezéri tevékenység a polgárháborúban lásd 465-497. p. ISBN 978 963 05 9203 1